# けがれなき聖母の騎士会
けがれなき聖母の騎士会（けがれなきせいぼのきしかい、略称M.I）は、1917年に創設されたカトリック教会の公的信心会である。

## 概要
本会の目的は、けがれなき聖母(無原罪の聖マリア)に自己を全く捧げ、自己および全ての人々の回心と成聖のために働くことである。創設者は、ポーランド出身でカトリック・コンベンツアル聖フランシスコ修道会の修道司祭、聖マキシミリアノ・マリア・コルベ神父。全世界に、400万人を越える信徒、聖職者の会員を擁する。
最初の活動認可は、1922年にローマ教区によるものである。教会法上の法人格は、カトリック・コンベンツァル聖フランシスコ修道会に包摂されるが、独自の会則を備えている。1997年には、教会法第312条第1項の規定によって、ローマ教皇庁から世界的・国際的な公的団体として認可された。
日本には、コルベ神父自らによって導入され、1930年から活動を行っている。コンベンツァル聖フランシスコ修道会が、日本における主な活動の拠点となっている。日本における宣教用月刊誌は「聖母の騎士」（発行元は聖母の騎士社）。
騎士会員には、カトリック信者であること。けがれなき聖母に自己を全く奉献すること。そして、不思議のメダイを身につけること。といった3つの条件がある。